# 妹尾一朗
妹尾 一朗（せのお いちろう、1947年6月11日 - 2015年6月26日）は、日本の洋画家。生命と宇宙の神秘をテーマに、動植物をモチーフとした幻想絵画の世界観を描く。作品の主な表現技法として、油彩・テンペラを用いている。宮城県塩竈市出身。

## 画歴
1971年 上智大学文学部社会学科卒業。
1972年 東京芸術学園卒業。
1973年 独立展入選。
1975年 ブロードウェイ新人展新人賞第一席受賞、同ギャラリーと契約。太陽美術展銅賞受賞。
1976年 フランス国際展国際賞受賞。ル・サロン交流展選抜。ブロードウェイギャラリーにて個展。太陽美術展銀賞受賞。太陽美術協会会員。
1977年 第一回日洋展入選。ル・サロン展銅賞受賞。
1978年 第一回現代の裸婦展招待出品（日動画廊）。
1981年 81東京セントラル美術館油絵大賞展出品。
1983年
第一回上野の森美術館絵画大賞展出品。
83東京セントラル美術館油絵大賞展出品。
絵本 宮沢賢治作「十力の金剛石」 福武書店より刊行。
1984年
第19回 昭和会展出品（日動画廊）。
現代の裸婦展 招待出品（日動画廊）。
1986年 第21回 昭和会展出品（日動画廊）。
2025年1月、府中市立美術館に妹尾作品19点、寄贈される。妹尾作品所有の奥様からの寄贈。

## 個展
1975～1984年まで銀座ブロードウェイギャラリーにて毎年個展
1977年 新宿伊勢丹、1978年 渋谷西武、ほか、名古屋松坂屋、新宿小田急、神戸そごう、大阪阪急等
1997年 スペース ユイにて個展
2000年 ギャラリー イノウエ・ハウスにて個展
2002年 朝日画廊にて個展
2005年 三興画廊にて個展
2012年 ぎおん石銀座店にて個展
2013年 ギャルリー志門にて個展
2016年 銀座にて妹尾一朗回顧展

## 経歴
宮城県塩竈市において、代々軍人の家系に生まれ、先祖は加賀藩の由緒ある士分であったという。
父は陸軍の技術将校、母方の父は陸軍少将まで勤め上げた人物であったが、軍人の血筋とは、およそかけ離れ、母が日本画家(妹尾貞子)であり、川﨑小虎、望月春江らの日本画院の幹事を勤めていた経歴を持つ。
その影響もあったためか、小学生の頃より絵に興味を抱くようになる。
後に上智大学に進学し、社会学(心理学)を専攻する傍ら、在学中より本格的に画道に入り込み、独学独歩の道を歩み続け、ひとり自ずと素朴絵画の世界観を切り開くに至る。
1971年に卒業後、外資系化粧品会社に就職し、その間、美術研究所で油絵を習得し、二科、一陽、独立展などにも入選する。また、化粧品会社での残業勤務が多く、絵を描く時間がなかなか取れなかった為、一余年余りで退社し、かくして画家としての展望を固めるに至る。

## 作風と変遷
初期旧作には、アンリ・ルソーへの意識が根強く顕れており、晩年新作は、ジョルジュ・デ・キリコとアンドレ・ボーシャンにも似た心象画を窺わせる。
また、作者自身は「都市型人間社会が滅亡した後、再び人類が原始に戻りゆく様、そういったものを審美的、耽美的に描いてみたかった。現代にとって宗教はなくなった。しかし、人間は土俗的にせよ、呪術的にせよ、何らかの形で宗教に代わるものを求めているのではないか。僕が絵を描くのもその為である」と述懐しており、目を閉じて見えてくる心象風景、とりわけ象徴的な意味合いを持って語りかけてくる、肉体を超越した異次元世界をモチーフとしたものが多い。

## 評価
美術評論家の小川正隆は、妹尾の作品をいわゆる「文明」に穢されていない清浄、かつ原始的な風景が展開されており、自然の理想郷で夢見ているかのように思えてくる。一見してアンリ・ルソーの幻想に共通する世界観ではあるが、じっと見つめている内にルソーとは異なる優しくも静かなる世界、叙情的な詩情でぬれている世界観が其処に在る事を窺い知る事が出来た。私は彼がこの純真な輝きを何時までも大事にしてほしいと心から願うと評している。